# Box-office Italie 1951
Cet article traite du box-office de l'année 1951 en Italie.

## Les 10 premiers
Les films sont classés selon les recettes réelles de la Société italienne des auteurs et éditeurs (SIAE, Società Italiana degli Autori ed Editori), fournies par les volumes Platea in piedi exprimées en lires italiennes,. Lorsque les données SIAE pour le nombre d'entrées ne sont pas disponibles, les recettes réelles ont été divisées par le prix moyen du billet estimé à 104 lires en 1951.
| Rang | Titre                         | Pays                                       | Réalisateur              | Recettes Italie (lires) | Entrées Italie |
| ---- | ----------------------------- | ------------------------------------------ | ------------------------ | ----------------------- | -------------- |
| 1    | Anna                          | Drapeau de l'Italie · Drapeau de la France | Alberto Lattuada         | 1 025 365 000           | 9 965 624      |
| 2    | Le Fils de personne           | Drapeau de l'Italie                        | Raffaello Matarazzo      | 958 000 000             | 8 397 465      |
| 3    | Le Péché d'une mère           | Drapeau de l'Italie                        | Guido Brignone           | 686 000 000             | 6 596 154      |
| 4    | Trieste mia!                  | Drapeau de l'Italie                        | Mario Costa              | 666 200 000             | 6 405 769      |
| 5    | Gendarmes et Voleurs          | Drapeau de l'Italie                        | Mario Monicelli et Steno | 655 000 000             | 6 298 077      |
| 6    | Caruso, la légende d'une voix | Drapeau de l'Italie                        | Giacomo Gentilomo        | 497 500 000             | 4 783 654      |
| 7    | Il caimano del Piave          | Drapeau de l'Italie                        | Giorgio Bianchi          | 473 500 000             | 4 552 885      |
| 8    | Messaline                     | Drapeau de l'Italie                        | Carmine Gallone          | 456 100 000             | 4 385 576      |
| 9    | Totò terzo uomo               | Drapeau de l'Italie                        | Mario Mattoli            | 425 900 000             | 4 095 192      |
| 10   | Le Retour de Pancho Villa     | Drapeau de l'Italie                        | Giorgio Simonelli        | 421 000 000             | 4 048 077      |